# محمد بن طلحة بن عبيد الله
أبُوْ سُلَيْمَانَ مْحَمَّدٍ بْنُ طَلْحَةٍ بْنُ عُبَيْدِ الله (المتوفي سنة 36 هـ) تابعي وأحد رواة الحديث النبوي، الملقّب بالسجّاد لاجتهاده في العبادة، وأبوه هو الصحابي طلحة بن عبيد الله أحد العشرة المبشرين بالجنة.

## سيرته
ينتمي محمد بن طلحة بن عبيد الله بن عثمان بن عمرو بن كعب بن سعد إلى بني تيم بن مُرّة القرشيين، وأمه حمنة بنت جحش. ولد في حياة النبي محمد ﷺ، وهو من سمّاه مُحمّدًا وكنّاهُ بكُنيته أبي سليمان. سمع محمد بن طلحة الحديث النبوي من عمر بن الخطاب، وحدّث عنه، وقد قال عنه ابن سعد: «كان ثقة، قليل الحديث»، ومحمد هو من أقبر خالته أم المؤمنين زينب بنت جحش.
قُتل محمد بن طلحة يوم الجمل سنة 36 هـ، ولم يخرج يومها إلا برًّا بوالده. ولمحمد بن طلحة من الولد إبراهيم وسليمان وداود وأم القاسم وأمهم خولة بنت منظور الفزارية.